# Rafał Omelko
Rafał Omelko (Breslavia, 16 de enero de 1989) es un deportista polaco que compite en atletismo, especialista en las carreras de relevos.
Ganó una medalla de oro en el Campeonato Mundial de Atletismo en Pista Cubierta de 2018, dos medallas en el Campeonato Europeo de Atletismo, plata en 2016 y bronce en 2014, y cuatro medallas en el Campeonato Europeo de Atletismo en Pista Cubierta, en los años 2015 y 2017.
Participó en los Juegos Olímpicos de Río de Janeiro 2016, ocupando el séptimo lugar en la prueba de 4 × 400 m.

## Palmarés internacional
| Campeonato Mundial en Pista Cubierta | Campeonato Mundial en Pista Cubierta | Campeonato Mundial en Pista Cubierta | Campeonato Mundial en Pista Cubierta |
| Año                                  | Lugar                                | Medalla                              | Prueba                               |
| ------------------------------------ | ------------------------------------ | ------------------------------------ | ------------------------------------ |
| 2018                                 | Birmingham (Reino Unido)             | Medalla de oro                       | 4 × 400 m                            |
| Campeonato Europeo                   |                                      |                                      |                                      |
| Año                                  | Lugar                                | Medalla                              | Prueba                               |
| 2014                                 | Zúrich (Suiza)                       | Medalla de bronce                    | 4 × 400 m                            |
| 2016                                 | Ámsterdam (Países Bajos)             | Medalla de plata                     | 4 × 400 m                            |
| Campeonato Europeo en Pista Cubierta |                                      |                                      |                                      |
| Año                                  | Lugar                                | Medalla                              | Prueba                               |
| 2015                                 | Praga (República Checa)              | Medalla de plata                     | 4 × 400 m                            |
| 2015                                 | Praga (República Checa)              | Medalla de bronce                    | 400 m                                |
| 2017                                 | Belgrado (Serbia)                    | Medalla de oro                       | 4 × 400 m                            |
| 2017                                 | Belgrado (Serbia)                    | Medalla de plata                     | 400 m                                |